# Exenterus oriolus
Exenterus oriolus är en stekelart som beskrevs av Hartig 1838. Exenterus oriolus ingår i släktet Exenterus och familjen brokparasitsteklar. Arten är reproducerande i Sverige. Inga underarter finns listade i Catalogue of Life.